# Белтран, Тони
Э́нтони Бе́нджамин «Тони» Белтра́н (англ. Anthony Benjamin "Tony" Beltran; 11 октября 1987, Клермонт, Калифорния, США) — американский футболист, защитник. Всю карьеру провёл в клубе MLS «Реал Солт-Лейк». Выступал за сборную США.

## Клубная карьера
Во время обучения в Калифорнийском университете в Лос-Анджелесе в 2006—2007 годах Белтран играл за университетскую футбольную команду в Национальной ассоциации студенческого спорта. В 2007 году он также выступал за клуб PDL «Лос-Анджелес Сторм».
На Супердрафте MLS 2008 Белтран был выбран под общим третьим номером клубом «Реал Солт-Лейк». Его профессиональный дебют состоялся 12 апреля 2008 года в матче против «Ди Си Юнайтед», в котором он вышел на замену в концовке. В 2009 году в составе «Реала» Белтран выиграл Кубок MLS. 28 июня 2011 года в матче Открытого кубка США против «Уилмингтон Хаммерхэдс» Белтран забил свой первый гол в карьере. В 2013 году Тони выступил за сборную звёзд MLS в поединке против «Ромы». 9 сентября 2017 года в матче против «Ванкувер Уайткэпс» он забил свой первый гол в MLS. 13 сентября 2019 года Тони Белтран объявил о завершении футбольной карьеры из-за хронических проблем с коленом.

## Международная карьера
Белтран выступал за молодёжные сборные США, в составе которых он участвовал в молодёжном чемпионате мира в Канаде и на Турнире в Тулоне.
30 января 2013 года в товарищеском матче против сборной Канады Тони дебютировал за сборную США. Летом 2013 года в составе национальной сборной Белтран завоевал Золотой кубок КОНКАКАФ. На турнире он сыграл в поединке против сборной Кубы.

## Достижения
Клубные
 «Реал Солт-Лейк»
- Чемпион MLS — 2009

Международные
 США
- Золотой кубок КОНКАКАФ — 2013